# In a Beautiful Place Out in the Country
In a Beautiful Place Out in the Country è il quinto EP dei Boards of Canada.

## Il disco
Registrato durante la stessa sessione di Geogaddi, il disco presenta diversi riferimenti ai Davidiani e alla figura di David Koresh, in seguito ripresi nell'album successivo. Ciò è facilmente osservabile nel nome della seconda traccia dell'album, Amo Bishop Roden, un esplicito riferimento alla moglie di George Roden, rivale di Koresh.
La terza traccia dà il nome all'album, ed è anch'essa un riferimento ai Davidiani: all'interno della canzone è infatti possibile ascoltare una voce cantare ripetutamente: come out and live in a religious community in a beautiful place out in the country (vieni fuori e vivi in una comunità religiosa in un bel posto fuori dal paese).
A ciò si aggiunge la stessa copertina, che presenta diverse foto dei Davidiani e del complesso nella quale essi agivano.

## Tracce
1. Kid for Today – 6:23
2. Amo Bishop Roden – 6:16
3. In a Beautiful Place Out in the Country – 6:07
4. Zoetrope – 5:18

Durata totale: 24:04